# Conus quercinus
Espèce
Statut de conservation UICN

 LC  : Préoccupation mineure
Conus quercinus est une espèce de mollusques gastéropodes marins de la famille des Conidae.
Comme toutes les espèces du genre Conus, ces escargots sont prédateurs et venimeux. Ils sont capables de « piquer » les humains et doivent donc être manipulés avec précaution, voire pas du tout.

## Description
La taille de la coquille varie entre 35 mm et 140 mm. La coquille a une couleur jaune citron, avec de nombreuses lignes tournantes fines, plutôt serrées, de couleur châtain. Chez les vieux spécimens, les lignes de rotation deviennent obsolètes. La spire est plutôt élevée, avec un contour concave. L'épaule du verticille est obtusément angulée.

## Distribution
Cette espèce est présente dans tout l'Indo-Pacifique, y compris à Hawaï, dans la République des Îles Marshall, en Polynésie française, à Fidji, en Nouvelle-Calédonie, dans la mer Rouge, dans l'océan Indien au large d'Aldabra, des archipel des Chagos, du bassin des Mascareignes, de Madagascar et de Maurice ; au large de l'Inde orientale, dans le Pacifique tropical indo-occidental et au large de l'Australie (Territoire du Nord, Queensland, Australie occidentale).

### Niveau de risque d’extinction de l’espèce
Selon l'analyse de l'UICN réalisée en 2011 pour la définition du niveau de risque d'extinction, cette espèce est présente dans tout l'Indo-Pacifique. Cette espèce est très commune dans sa vaste aire de répartition. Il n'y a pas de menaces majeures connues pour cette espèce et sa distribution peut chevaucher les AMP. Nous l'avons inscrite dans la catégorie " préoccupation mineure ".

## Taxinomie

### Publication originale
L'espèce Conus quercinus a été décrite pour la première fois en 1786 par le prêtre, libraire, botaniste et conchyliologiste britannique John Lightfoot (biologiste) dans « A Catalogue of the Portland Museum »,.

### Synonymes
- Calamiconus jeffreyi Petuch & Sargent, 2011 · non accepté
- Calamiconus quercinus ([Lightfoot], 1786) · non accepté
- Cleobula albonerosa Garrard, 1966 · non accepté
- Conus (Lividoconus) quercinus [Lightfoot], 1786 · appellation alternative
- Conus akabensis G. B. Sowerby III, 1887 · non accepté
- Conus cingulum Gmelin, 1791 · non accepté
- Conus egregius G. B. Sowerby III, 1914 · non accepté
- Conus fulvostriatus Fenaux, 1942 · non accepté
- Conus hepaticus Kiener, 1847 · non accepté
- Conus jeffreyi (Petuch & Sargent, 2011) · non accepté
- Conus ponderosus G. B. Sowerby II, 1858 · non accepté
- Conus quercinus Hwass, 1792 · non accepté
- Conus quercinus var. albus H. Shaw, 1915 · non accepté
- invalide : junior homonyme de Conus albus G. B. Sowerby III, 1887
- Conus quercinus var. ponderosus G. B. Sowerby II, 1858 · non accepté
- Dendroconus quercinus ([Lightfoot], 1786) · non accepté

### Sous-espèces
- Conus quercinus var. albus H. Shaw, 1915, accepté en tant que Conus quercinus [Lightfoot], 1786
- Conus quercinus var. ponderosus G. B. Sowerby II, 1858, accepté en tant que Conus quercinus [Lightfoot], 1786